# Ligiidae
Ligiidae (лат.) — самое примитивное семейство мокриц. Их брюшные и грудные сегменты свободны, с хорошо развитыми плевральными расширениями. Нижние усики с длинным бичевидным жгутами. Рулевые ножки длинные, прикреплены к заднему концу тела; грудные ножки ходильные. Они тесно связаны с водой и живут на берегах водоёмов. В условиях эксперимента представители рода Ligia жили под водой более 80 дней, нормально питаясь в таких условиях. У представителей семейства нет приспособлений к дыханию атмосферным воздухом. Встречаются на всех материках, кроме Антарктиды, от тропических до полярных областей.

## Роды
На май 2024 в семейство включает 2 современных рода, согласно World Register of Marine Species:
- Ligia Fabricius, 1798
- Ligidium Brandt, 1833